# Piotr Baranowski (architekt)
Piotr Dmitriewicz Baranowski (ros. Пётр Дмитриевич Барановский, ur. 14 lutego 1892 w Szujscy, zm. 12 czerwca 1984 w Moskwie) – rosyjski architekt i konserwator zabytków Związku Radzieckiego. Założyciel muzeum sztuki ludowej w Kołomieńskie i Muzeum Starożytnej Sztuki Rosyjskiej im. Andrieja Rublowa w Monasterze Spaso-Andronikowskim.

## Życiorys

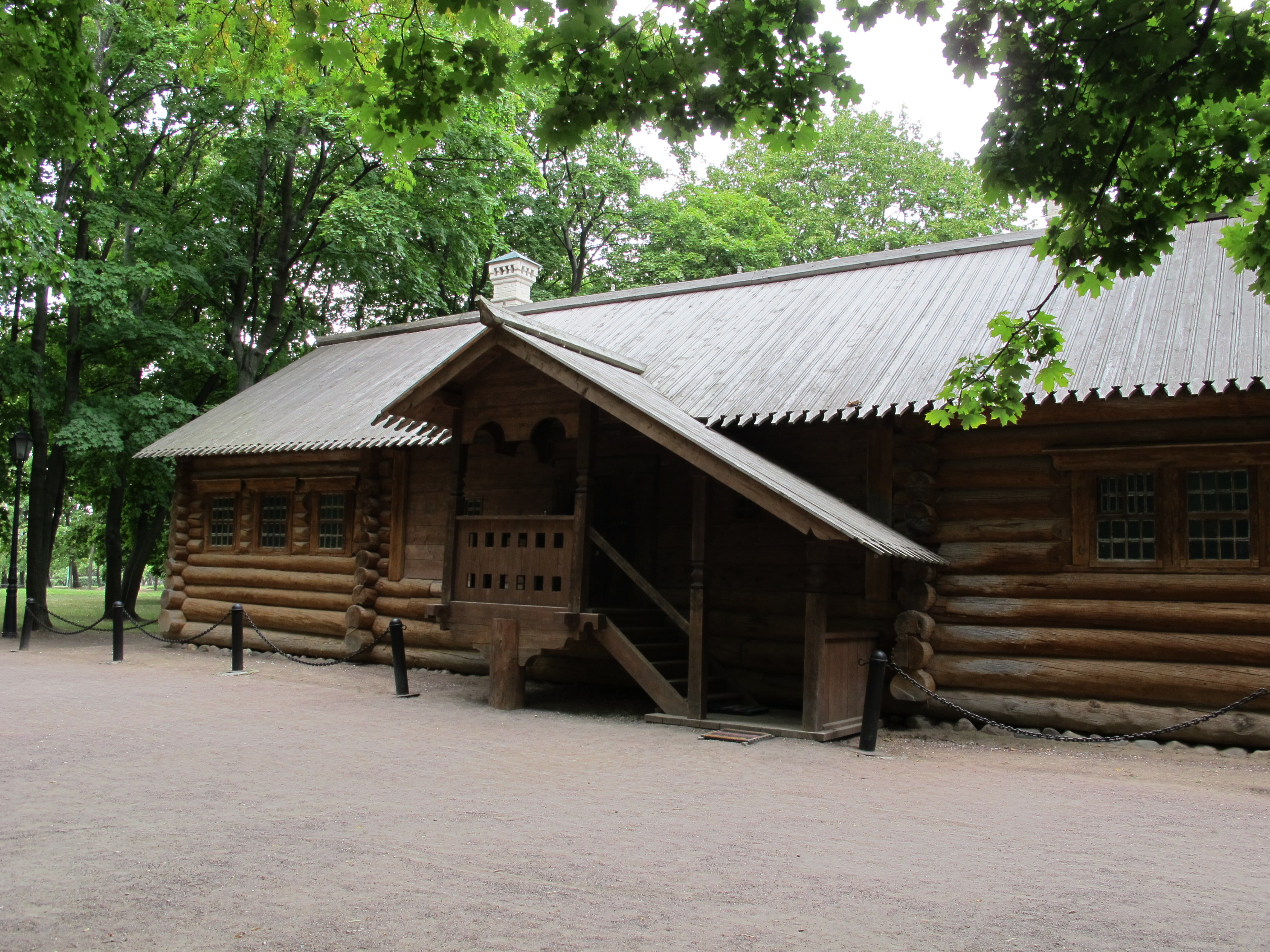
Dom Piotra I, Kołomieńskie

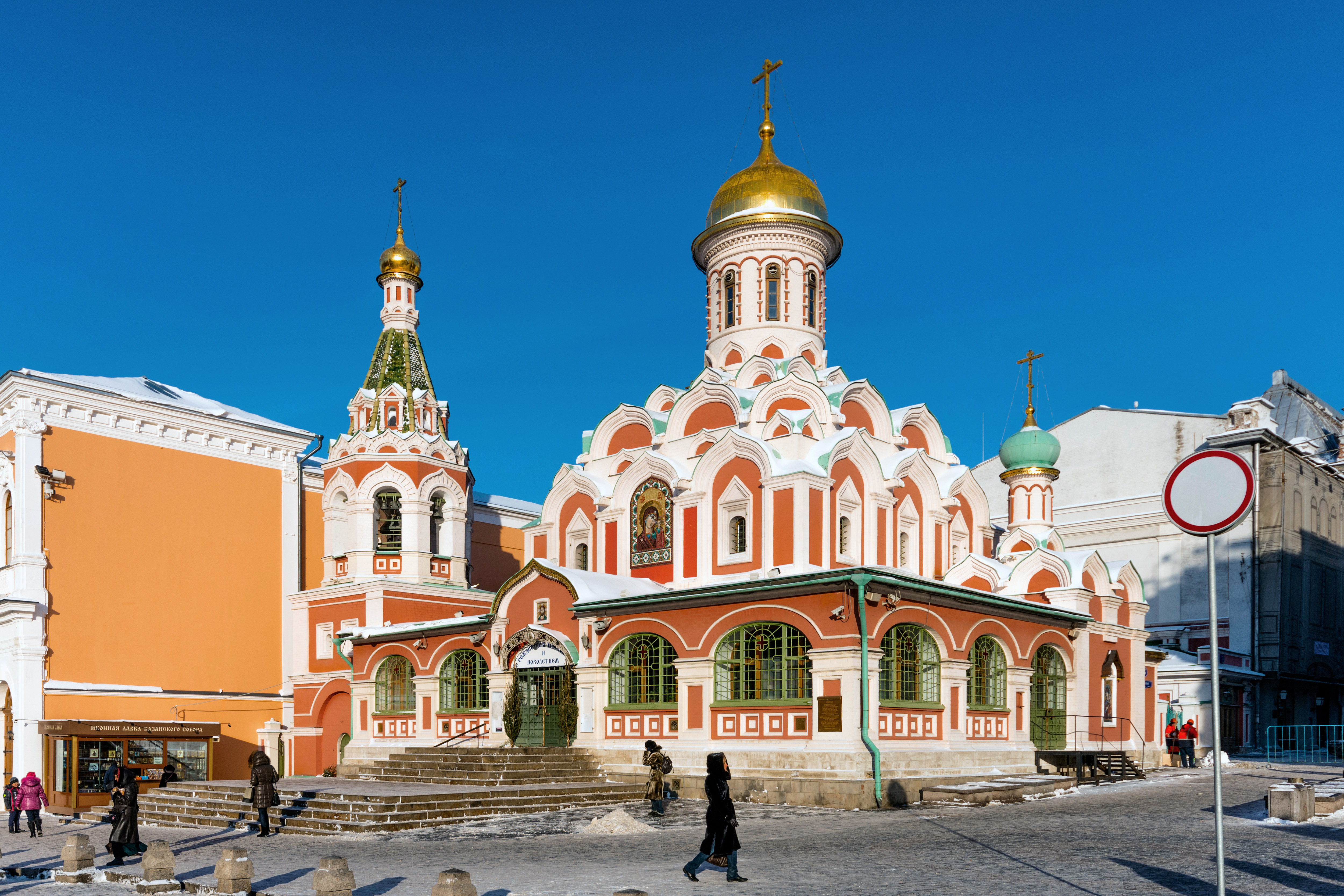
Sobór Kazańskiej Ikony Matki Bożej w Moskwie

Piotr Dmitriewicz Baranowski urodził się 14 lutego 1892 r. we wsi Szujscy w rejonie wiazemskim w obwodzie smoleńskim w rodzinie chłopskiej. W 1912 r. ukończył Moskiewski Instytut Inżynierii Lądowej otrzymując złoty medal Moskiewskiego Towarzystwa Archeologicznego za opracowanie planu restauracji klasztoru Trójcy Świętej we wsi Boldino.
Następnie studiował na wydziale historii sztuki Moskiewskiego Instytutu Archeologicznego, który ukończył Instytut ze złotym medalem w 1918 r. Za rozprawę o zabytkach klasztoru w Boldino w uznaniu wagi odkryć naukowych otrzymał tytuł profesora w wieku 26 lat. W latach 1919–1923 był profesorem w Moskiewskim Instytucie Archeologicznym i starszym badaczem w Akademii Historii Kultury Materialnej.
W 1921 r. wyruszył na wyprawę wzdłuż rzeki Pinegi, aby zapoznać się z północną architekturą drewnianą. Podczas swojego życia odbył dziesięć wypraw na północ: wzdłuż wybrzeża Morza Białego, wzdłuż rzeki Onegi, północnej części Dźwiny, do Nowogrodu, Wyspy Sołowieckie i Karelii.
W 1924 roku Baranowski założył w Kołomieńskie muzeum sztuki ludowej i został jego pierwszym dyrektorem. Na teren muzeum przeniesiony został m.in. dom Piotra I zbudowany w 1702 r. dla cara Piotra I w Twierdzy Nowodwińskiej w delcie północnej Dźwiny. W 1925 roku Piotr Dmitriewicz rozpoczął renowację Soboru Kazańskiej Ikony Matki Bożej na Placu Czerwonym. W latach 30. Baranowski przez wiele lat badał zabytki Azerbejdżanu, przemierzał góry i wąwozy Wielkiego Kaukazu, prowadził wykopaliska, konserwację i renowację wielu odkrytych zabytków. Dzięki jego staraniom ocalał Sobór Wasyla Błogosławionego, który planowano zburzyć albo sprzedać do Ameryki.
W 1933 r. padł ofiarą represji, został aresztowany i skazany został na 3 lata w obozie w Mariinsku na Syberii. Po odbyciu kary otrzymał nakaz osiedlenia się w Aleksandrowie bez prawa wyjazdu. Tam objął stanowisko architekta-konserwatora w miejscowym muzeum, będącym wówczas oddziałem Państwowego Muzeum Historycznego. Codziennie musiał meldować się w miejscowym biurze komendanta.
W 1947 r. Baranowski i Igor Grabar wystąpili z wnioskiem o utworzenie Muzeum Starożytnej Sztuki Rosyjskiej im. Andrieja Rublowa w Monasterze Spaso-Andronikowskim. Decyzja zapadła w tym samym roku, ale muzeum zostało otwarte dla publiczności dopiero w 1960 r.
Baranowski odrestaurował około 80 zabytków, zbadał i opracował projekty renowacji ponad 70 zabytków.
Zmarł 12 czerwca 1984 r. w wieku 92 lat. Pochowany został w Monastyrze Dońskim.